# Lingua P'urhépecha
La lingua P'urhépecha (Purépecha), anche denominata lingua tarasca (o tarascano), è la lingua parlata dal popolo P'urhépecha, Nativi americani di Michoacán (Stato dell'ovest del Messico).
Il P'urhépecha fu la lingua principale parlata nel periodo pre-Colombiano nello Stato tarascano (circa 1400–1521).
Anche se è parlata entro i confini della Mesoamerica, il P'urhépecha non condivide nessuno dei tratti distintivi dell'area linguistica mesoamericana, probabilmente per il fatto che lo Stato Tarascano per lungo tempo adottò una politica isolazionista.

## Classificazione
Questa lingua non appartiene a nessuno dei phyla americani conosciuti. Qualche ricercatore ha tentato di mettere fine a questa situazione d'isolamento utilizzando la lessico-statistica: si comparano i vocabolari di parecchie lingue contando le percentuali di radici comuni. Morris Swadesh scoprì infine delle affinità tra il tarasco e l'aymara (parlato sulle rive del lago Titicaca), il quechua (parlato sulle Ande centrali) o ancora lo zuñi (parlato nel sud-ovest degli Stati-Uniti).
Joseph Greenberg presentò conclusioni radicalmente differenti: la lingua apparterrebbe ad un phylum denominato chibcha-paeza. Questa famiglia linguistica è suddivisa in due branche: il sottogruppo chibcha, al quale appartiene il tarasco, ed il sottogruppo paeza. Le divergenze tra gli studi di Swadesh e di Greenberg, suggeriscono di utilizzare i risultati ottenuti con tecniche lessico-statistiche con la più grande prudenza.
Per ora la maggior parte degli studiosi continua a considerare il P'urhépecha come lingua isolata o al massimo di una piccola famiglia linguistica, è il caso di Ethnologue che considera la famiglia (denominata Tarascana) formata da due lingue: 
- P'urhépecha propriamente detto, codice linguistico internazionale [tsz]
- P'urhépecha dell'altopiano occidentale (Purepecha, Western Highland) [pua]

per altri ricercatori si tratterebbe invece di due dialetti di una sola lingua.